# (10012) Tmutarakania
(10012) Tmutarakania est un astéroïde de la ceinture principale.

## Description
(10012) Tmutarakania est un astéroïde de la ceinture principale. Il fut découvert le 3 septembre 1978 à Naoutchnyï par Nikolaï Tchernykh et Lioudmila Karatchkina. Il présente une orbite caractérisée par un demi-grand axe de 2,44 UA, une excentricité de 0,19 et une inclinaison de 1,6° par rapport à l'écliptique.
Il a été nommé en l'honneur de l'ancienne principauté russe de Tmoutarakan.

## Compléments